# Liophis dorsocorallinus
Liophis dorsocorallinus là một loài rắn trong họ Rắn nước. Loài này được Esqueda, Natera, La Marca & Ilija-Fistar mô tả khoa học đầu tiên năm 2007.